# Mistrovství světa v zápasu ve volném stylu 1962
Mistrovství světa v zápasu ve volném stylu 1962 se uskutečnilo v Toledu,  Spojené státy americké.    

## Přehled medailí

### Volný styl
| Kategorie  | Zlato                | Stříbro                | Bronz             |
| ---------- | -------------------- | ---------------------- | ----------------- |
| do 52 kg   | Ali Aliyev           | Noriyuki Harada        | Satılmış Tektaş   |
| do 57 kg   | Hüseyin Akbaş        | Masaaki Hatta          | János Varga       |
| do 63 kg   | Osamu Watanabe       | Mohammad Khadem        | Ewald Tauer       |
| do 70 kg   | Enyu Valchev         | Robert Dzhganadze      | Osvaldo Ferrari   |
| do 78 kg   | Emámalí Habíbí (IRI) | Petko Dermendzhiev     | James Ferguson    |
| do 87 kg   | Mansour Mehdizadeh   | Hasan Güngör           | Shunichi Kawano   |
| do 97 kg   | Alexandr Medveď      | Golamrezá Tachtí (IRI) | Daniel Brand      |
| nad +97 kg | Alexandr Ivanickij   | Ljutvi Achmedov (BUL)  | Wilfried Dietrich |

## Týmové hodnocení
| Pořadí | Muži volný styl | Muži volný styl |
| Pořadí | Tým             | Body            |
| ------ | --------------- | --------------- |
| 1      | Sovětský svaz   | 29              |
| 2      | Japonsko        | 26.5            |
| 3      | Írán            | 25              |
| 4      | Turecko         | 21.5            |
| 5      | Bulharsko       | 19              |
| 6      | USA             | 15              |